# 2012-es Fort Lauderdale-i műugró-Grand Prix-verseny
A Nemzetközi Úszószövetség (FINA) 2012-ben a 18. alkalommal rendezte meg május 10. és május 13. között a műugró-Grand Prix-versenysorozatot, melynek harmadik állomása az amerikai egyesült államokbeli Fort Lauderdale volt.

## Eredmények

### Éremtáblázat
| #        | nemzet     | arany | ezüst | bronz | összesen |
| 1        | Kína       | 6     | 2     | 0     | 8        |
| 2        | USA        | 1     | 3     | 3     | 7        |
| 3        | Malajzia   | 1     | 0     | 0     | 1        |
| 4        | Mexikó     | 0     | 2     | 2     | 4        |
| 5        | Kanada     | 0     | 1     | 0     | 1        |
| 6        | Ausztrália | 0     | 0     | 2     | 2        |
| 7        | Brazília   | 0     | 0     | 1     | 1        |
| összesen | összesen   | 8     | 8     | 8     | 24       |

### Éremszerzők
| versenyszám   | arany                             | ezüst                              | bronz                               |
| férfiak       |                                   |                                    |                                     |
| 3 m           | Christopher Colwill               | Li Si-hszin                        | Alejandro Islas Arroyo              |
| 3 m szinkron  | Huang Qiang / Bryan Nickson Lomas | Troy Dumais / Kristian Ipsen       | Luiz Outerelo / Ian Matos           |
| 10 m          | Csou Lu-hszin                     | Thomas Finchum                     | Iván García                         |
| 10 m szinkron | Liang Huo / Csen Aj-szen          | Iván García / Saul Sánchez         | Ryan Hawkins / Logan Shinholser     |
| nők           |                                   |                                    |                                     |
| 3 m           | Vang Han                          | Arantxa Chávez                     | Christina Loukas                    |
| 3 m szinkron  | Vang Han / Cseng Csü-lin          | Kelci Bryant / Abby Johnston       | Annabelle Smith / Sharleen Stratton |
| 10 m          | Sze Ja-csie                       | Liu Huj-hszia                      | Brittany Broben                     |
| 10 m szinkron | Liu Huj-hszia / Csu Csia-ming     | Meaghan Benfeito / Roseline Filion | Amy Cozad / Laura Ryan              |

## Versenyszámok

### Férfiak

#### 3 méteres műugrás
| #  | Ország     | Név                       | Selejtező | Selejtező | Középdöntő | Középdöntő | Döntő   | Döntő  |
| #  | Ország     | Név                       | Rangsor   | Pontok    | Rangsor    | Pontok     | Rangsor | Pontok |
| -- | ---------- | ------------------------- | --------- | --------- | ---------- | ---------- | ------- | ------ |
|    | USA        | Christopher Colwill       | 4         | 449,95    | 2          | 442,45     | 1       | 475,30 |
|    | Kína       | Li Si-hszin               | 1         | 489,90    | 1          | 483,15     | 2       | 474,95 |
|    | Mexikó     | Alejandro Islas Arroyo    | 8         | 405,35    | 3          | 439,90     | 3       | 445,50 |
| 4  | Malajzia   | Huang Qiang               | 12        | 399,30    | 9          | 389,35     | 4       | 444,25 |
| 5  | Kanada     | Reuben Ross               | 5         | 440,80    | 4          | 429,55     | 5       | 436,50 |
| 6  | Ausztrália | Ethan Warren              | 2         | 475,25    | 8          | 395,75     | 6       | 401,60 |
|    |            |                           |           |           |            |            |         |        |
| 7  | Kanada     | François Imbeau-Dulac     | 13        | 399,25    | 5          | 418,00     |         |        |
| 8  | Malajzia   | Ken Nee Yeoh              | 11        | 399,80    | 6          | 416,85     |         |        |
| 9  | Kína       | Ho Csao                   | 3         | 458,55    | 7          | 404,45     |         |        |
| 10 | Kolumbia   | Sebastián Villa Castañeda | 14        | 394,55    | 10         | 379,55     |         |        |
| 11 | USA        | Drew Livingston           | 6         | 433,20    | 11         | 374,40     |         |        |
| 12 | Mexikó     | Julián Sánchez            | 10        | 400,85    | 12         | 366,95     |         |        |
|    |            |                           |           |           |            |            |         |        |
| 13 | USA        | Troy Dumais               | 7         | 421,80    |            |            |         |        |
| 14 | USA        | Kristian Ipsen            | 9         | 400,95    |            |            |         |        |
| 15 | Venezuela  | Robert Páez               | 15        | 375,95    |            |            |         |        |
| 16 | Venezuela  | Edickson Contreras        | 16        | 362,25    |            |            |         |        |
| 17 | Brazília   | Luiz Outerelo             | 17        | 348,55    |            |            |         |        |
| 18 | Brazília   | Ian Matos                 | 18        | 311,80    |            |            |         |        |
| 19 | Makaó      | Wai Hou Ng                | 19        | 211,00    |            |            |         |        |

#### 3 méteres szinkronugrás
| # | Ország   | Név                               | Pontok |
| - | -------- | --------------------------------- | ------ |
|   | Malajzia | Huang Qiang / Bryan Nickson Lomas | 415,20 |
|   | USA      | Troy Dumais / Kristian Ipsen      | 376,86 |
|   | Brazília | Luiz Outerelo / Ian Matos         | 350,01 |
| 4 | Kína     | Li Si-hszin / Ho Csao             | 344,22 |

#### 10 méteres toronyugrás
| #  | Ország     | Név                       | Selejtező | Selejtező | Középdöntő | Középdöntő | Döntő   | Döntő  |
| #  | Ország     | Név                       | Rangsor   | Pontok    | Rangsor    | Pontok     | Rangsor | Pontok |
| -- | ---------- | ------------------------- | --------- | --------- | ---------- | ---------- | ------- | ------ |
|    | Kína       | Csou Lu-hszin             | 2         | 480,10    | 1          | 514,65     | 1       | 518,75 |
|    | USA        | Thomas Finchum            | 5         | 457,20    | 4          | 466,95     | 2       | 509,25 |
|    | Mexikó     | Iván García               | 4         | 463,75    | 2          | 482,20     | 3       | 445,15 |
| 4  | Kína       | Liang Huo                 | 3         | 467,35    | 3          | 480,15     | 4       | 419,30 |
| 5  | Mexikó     | Saul Sánchez              | 6         | 455,20    | 6          | 448,05     | 5       | 413,80 |
| 6  | Kanada     | Riley McCormick           | 9         | 432,30    | 5          | 461,40     | 6       | 372,05 |
|    |            |                           |           |           |            |            |         |        |
| 7  | Ausztrália | Matthew Mitcham           | 7         | 438,75    | 7          | 440,95     |         |        |
| 8  | Ausztrália | James Connor              | 11        | 380,05    | 8          | 432,00     |         |        |
| 9  | Brazília   | Hugo Parisi               | 8         | 436,45    | 9          | 427,20     |         |        |
| 10 | Kolumbia   | Juan Ríos Lopera          | 12        | 374,85    | 10         | 426,80     |         |        |
| 11 | USA        | Toby Stanley              | 10        | 421,25    | 11         | 408,60     |         |        |
| 12 | Kolumbia   | Sebastián Villa Castañeda | 1         | 483,40    | 12         | 358,30     |         |        |
|    |            |                           |           |           |            |            |         |        |
| 13 | USA        | Benjamin Grado            | 13        | 367,20    |            |            |         |        |
| 14 | Kanada     | Kevin Geyson              | 14        | 354,10    |            |            |         |        |
| 15 | USA        | Logan Shinholser          | 15        | 352,60    |            |            |         |        |

#### 10 méteres szinkronugrás
| # | Ország | Név                             | Pontok |
| - | ------ | ------------------------------- | ------ |
|   | Kína   | Liang Huo / Csen Aj-szen        | 442,29 |
|   | Mexikó | Iván García / Saul Sánchez      | 439,32 |
|   | USA    | Ryan Hawkins / Logan Shinholser | 379,53 |

### Nők

#### 3 méteres műugrás
| #  | Ország      | Név               | Selejtező | Selejtező | Középdöntő | Középdöntő | Döntő   | Döntő  |
| #  | Ország      | Név               | Rangsor   | Pontok    | Rangsor    | Pontok     | Rangsor | Pontok |
| -- | ----------- | ----------------- | --------- | --------- | ---------- | ---------- | ------- | ------ |
|    | Kína        | Vang Han          | 1         | 357,90    | 1          | 354,70     | 1       | 377,40 |
|    | Mexikó      | Arantxa Chávez    | 10        | 282,60    | 6          | 320,05     | 2       | 332,25 |
|    | USA         | Christina Loukas  | 4         | 311,20    | 2          | 345,75     | 3       | 325,70 |
| 4  | Kína        | Liu Csiao         | 9         | 292,45    | 4          | 333,75     | 4       | 306,75 |
| 5  | Ausztrália  | Sharleen Stratton | 7         | 303,25    | 3          | 339,95     | 5       | 306,35 |
| 6  | Kanada      | Pamela Ware       | 3         | 317,10    | 7          | 317,05     | 6       | 280,65 |
|    |             |                   |           |           |            |            |         |        |
| 7  | USA         | Kelci Bryant      | 2         | 324,60    | 5          | 324,75     |         |        |
| 8  | Kanada      | Emilie Heymans    | 6         | 305,20    | 8          | 303,80     |         |        |
| 9  | Malajzia    | Cheong Jun Hoong  | 12        | 274,20    | 9          | 293,25     |         |        |
| 10 | Brazília    | Juliana Veloso    | 11        | 277,55    | 10         | 280,25     |         |        |
| 11 | Ausztrália  | Jaele Patrick     | 8         | 292,80    | 11         | 255,30     |         |        |
| 12 | Makaó       | Sio I Lei         | 13        | 255,30    | 12         | 208,20     |         |        |
|    |             |                   |           |           |            |            |         |        |
| 13 | USA         | Cassidy Krug      | 5         | 306,85    |            |            |         |        |
| 14 | Venezuela   | Jocelyn Castillo  | 14        | 245,40    |            |            |         |        |
| 15 | Malajzia    | Ng Yan Yee        | 15        | 238,70    |            |            |         |        |
| 16 | USA         | Kassidy Cook      | 16        | 236,80    |            |            |         |        |
| 17 | Németország | Felicitas Lenz    | 17        | 233,60    |            |            |         |        |

#### 3 méteres szinkronugrás
| # | Ország     | Név                                      | Pontok |
| - | ---------- | ---------------------------------------- | ------ |
|   | Kína       | Vang Han / Cseng Csü-lin                 | 309,90 |
|   | USA        | Kelci Bryant / Abby Johnston             | 302,10 |
|   | Ausztrália | Annabelle Smith / Sharleen Stratton      | 301,20 |
| 4 | Malajzia   | Cheong Jun Hoong / Pandelela Rinong Pamg | 283,80 |

#### 10 méteres toronyugrás
| #  | Ország      | Név              | Selejtező | Selejtező | Középdöntő | Középdöntő | Döntő   | Döntő  |
| #  | Ország      | Név              | Rangsor   | Pontok    | Rangsor    | Pontok     | Rangsor | Pontok |
| -- | ----------- | ---------------- | --------- | --------- | ---------- | ---------- | ------- | ------ |
|    | Kína        | Sze Ja-csie      | 1         | 366,95    | 2          | 371,95     | 1       | 417,40 |
|    | Kína        | Liu Huj-hszia    | 3         | 340,00    | 1          | 390,50     | 2       | 372,45 |
|    | Ausztrália  | Brittany Broben  | 4         | 335,10    | 5          | 349,30     | 3       | 360,40 |
| 4  | USA         | Haley Ishimatsu  | 5         | 320,60    | 7          | 333,00     | 4       | 347,50 |
| 5  | Ausztrália  | Melissa Wu       | 7         | 316,40    | 3          | 365,80     | 5       | 327,50 |
| 6  | USA         | Brittany Viola   | 2         | 342,90    | 6          | 333,80     | 6       | 265,20 |
|    |             |                  |           |           |            |            |         |        |
| 7  | Kanada      | Meaghan Benfeito | 12        | 289,75    | 4          | 353,85     |         |        |
| 8  | Kanada      | Roseline Filion  | 10        | 299,80    | 8          | 315,70     |         |        |
| 9  | Németország | Felicitas Lenz   | 11        | 293,15    | 9          | 284,20     |         |        |
| 10 | Venezuela   | Maria Betancourt | 9         | 306,25    | 10         | 250,00     |         |        |
|    |             |                  |           |           |            |            |         |        |
| 11 | USA         | Jessica Parratto | 6         | 320,50    |            |            |         |        |
| 12 | USA         | Katherine Bell   | 8         | 308,25    |            |            |         |        |

#### 10 méteres szinkronugrás
| # | Ország     | Név                                   | Pontok |
| - | ---------- | ------------------------------------- | ------ |
|   | Kína       | Liu Huj-hszia / Csu Csia-ming         | 319,02 |
|   | Kanada     | Meaghan Benfeito / Roseline Filion    | 304,92 |
|   | USA        | Amy Cozad / Laura Ryan                | 294,75 |
| 4 | Ausztrália | Loudy Wiggins / Rachel Bugg           | 292,35 |
| 5 | Malajzia   | Mun Yee Leong / Pandelela Rinong Pamg | 287,58 |